# برنار لیو
برنار لیو (فرانسوی: Bernard Lyot‎؛ ۲۷ فوریهٔ ۱۸۹۷ – ۲ آوریل ۱۹۵۲) یک ستاره‌شناس اهل فرانسه بود. او در سال ۱۹۳۱ میلادی تلسکوپ تاج‌نما یا کوروناگراف (Coronagraph) را اختراع کرد. او از اعضای فرهنگستان علوم فرانسه بود و موفق شد جایزه آکادمی ملی علوم را نیز دریافت کند.